# Sipultak
Sipultak is een bestuurslaag in het regentschap Tapanuli Utara van de provincie Noord-Sumatra, Indonesië. Sipultak telt 1687 inwoners (volkstelling 2010).